# UTC−9
UTC-9 — п'ятнадцятий часовий пояс. Має центральним меридіаном 135° зх.д. Час тут на дев'ять годин відстає від всесвітнього та на одинадцять - від київського.
Географічні межі поясу:
- східна - 127°30' зх. д.
- західна - 142°30' зх. д.

Між цими меридіанами розташовані такі території: захід Північної Америки (Юкон), Східна Полінезія (Маркізькі острови, острови Туамоту)
У навігації позначається літерою V (часова зона Віктор)

## Часові зони в межах UTC-9
- Аляскинський стандартний час
- Алеутський літній час

## Використання

### Постійно протягом року
- Франція - част.:
  -  Французька Полінезія - част.:
    - Туамоту-Гамб'є

### З переходом на літній час
- США - част.:
  - Аляска (за винятком Алеутських островів)

### Як літній час
- США - част.:
  - Аляска - част.:
    - Алеутські острови

## Історія використання
Додатково UTC-9 використовувався:

### Як стандартний час
- Канада - част.:
  - Юкон

### Як літній час
- США - част.:
  - Аляска (за винятком Алеутських островів та крайнього сходу)